# Фуріоза
Фуріоза (англ. Furiosa) — персонаж медіафраншизи «Шалений Макс», однорука жінка-войовниця. Вперше з'являється у фільмі «Шалений Макс: Дорога гніву», де її грає Шарліз Терон. У фільмі «Фуріоза: Шалений Макс. Сага» роль головної героїні виконала Аня Тейлор-Джой.

## Роль у сюжеті
Фуріоза з'являється у фільмі «Шалений Макс: Дорога гніву» (2015) як войовниця на службі у Несмертного Джо — лідера банди байкерів, який захопив необмежену владу в постапокаліптичному світі. Вона вирішує втекти від Джо і бере з собою дружин тирана. Протягом усього фільму відбувається гонитва; врешті-решт Фуріоза вбиває Джо і повертається в його резиденцію Цитадель.
У фільмі «Фуріоза: Шалений Макс. Сага» (2024) показана передісторія героїні, зокрема, історія викрадення Фуріози і її матері з матріархального суспільства.

## Оцінка

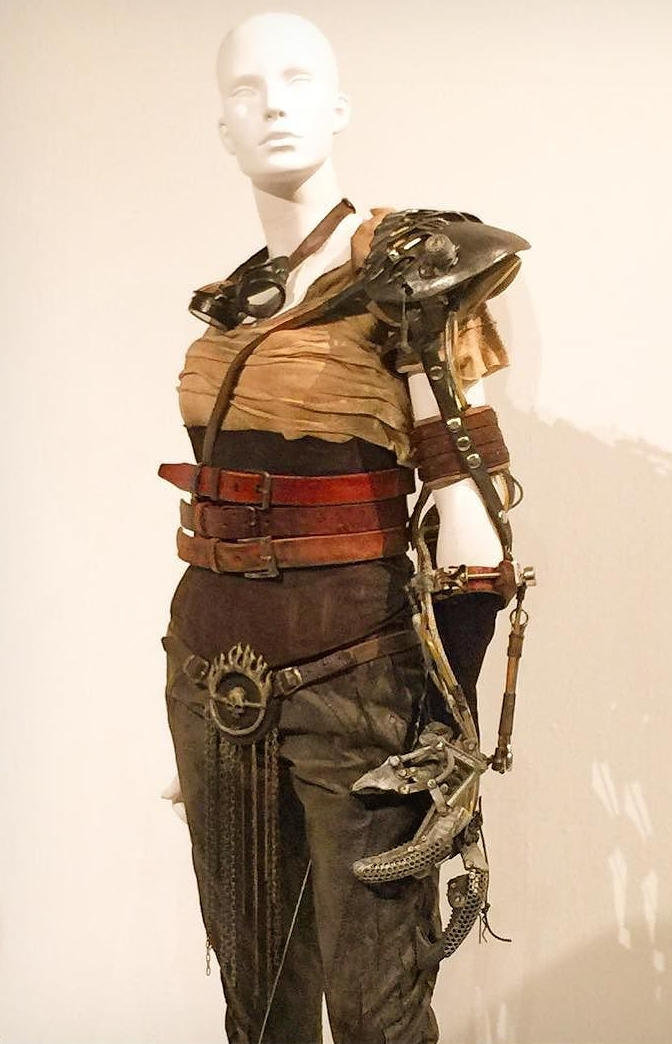
Костюм Фуріози у «Дорозі гніву»

Образ Фуріози отримав загальне визнання критиків. Багато констатують, що важливим елементом свого успіху фільм «Шалений Макс: Дорога люті» зобов'язаний саме цьому персонажу; звучать навіть думки, що Фуріоза — головна героїня, «душа і становий хребет» сюжету. Найвищих похвал удостоїлася гра Шарліз Терон. Фуріозу в її виконанні називають «найкращим жіночим героєм бойовика з часів Сігурні Вівер у „Чужому“». За словами рецензента з USA Today, Терон в цій ролі «приковує до себе увагу» і «надає персонажу суміш жорсткості, ніжності і серйозності».

## Особистість
Фуріоза — вольовий і моральний лідер. Вона бере на себе ініціативу врятувати П'ятьох Дружин від Безсмертного Джо, не зважаючи на власний добробут і не бажаючи ніякої винагороди, окрім особистої спокути за позаекранні злочини. Вона прагне відвести дружин до Зеленого місця, але з жалем дізнається, що воно перетворилося на непридатне для життя болото.
Стосунки з Максом надихають її повернутися до Цитаделі і захопити її, вбивши Безсмертного Джо, давши П'ятьом дружинам і всім жителям безпечний притулок. В одному з інтерв'ю Шарліз Терон розповіла, що спочатку Фуріоза мала стати ще однією дружиною Безсмертного Джо, але була безплідною: «[Джордж Міллер і я] говорили про передісторію, про те, як вона опинилася без руки і що її відкинули. Вона не могла розмножуватися, і це було все, для чого вона була придатна. Її вкрали з цього місця, з цього зеленого місця, куди вона намагається повернутися. Але вона була вбудована в [Цитадель] для однієї речі, і коли вона не змогла виконати цю єдину річ, її викинули — і вона не померла. Натомість… вона сховалася з цими бойовими цуценятами у світі механіки, і вони майже забули, що вона жінка, бо вона виросла такою ж, як вони».
Брент Волтер Клайн стверджує, що аспект особистості чи характеристики Фуріози, який не беруть до уваги, але який є настільки ж важливим, як і її фемінізм, — це її інвалідність: «Те, що саме Фуріоза має вбити Безсмертного Джо, цілком доречно, враховуючи прагнення Міллер до „феміністичного бойовика“. Однак це також доречно з огляду на те, що фільм розповідає нам про інвалідність. Сам спосіб смерті Безсмертного Джо є промовистим. Фуріоза чіпляє свою металеву руку до його дихальної маски, а потім добровільно позбувається свого протеза, відриваючи не лише маску Безсмертного Джо, але й його обличчя. Для нього ці речі неможливо розділити. Фуріоза виявить свою ваду, але Безсмертний Джо ніколи не зможе, і її усунення — це метафоричний і буквальний кінець його правління».